# Ljósálfheim

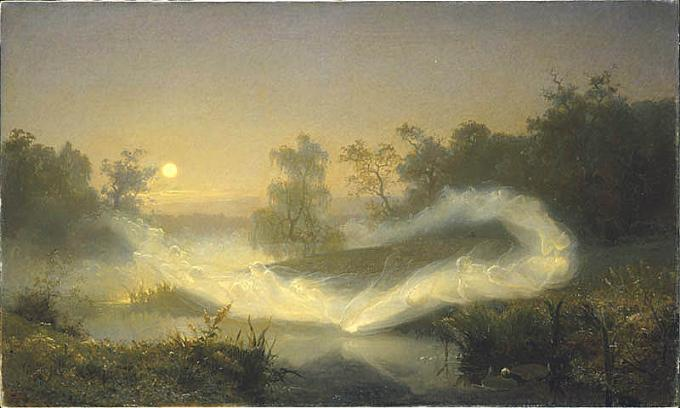
Álfheim v umělecké představě (August Malmström: Tančící víly, 1866)

Ljósálfheim (též Álfheim) je v severské mytologii říše světla, světlých álfů a vyšších přírodních duchů a současně úroveň ducha a intelektu. Je jedním z devíti světů Yggdrasilu, jeho protisvětem je Svartálfheim. Strážcem Ljósálfheimu je álf Delling, který společně se svou chotí Nótt, personifikací noci, dává vzniknout světlému dni.